# 喬許·卡瓦洛
約書亞·約翰·卡瓦洛（英語：Joshua John Cavallo，1999年11月13日—），是一名澳大利亞職業足球員，司職左後衛和中場，目前效力澳大利亞職業足球聯賽俱乐部阿德莱德联。

## 俱樂部生涯

### 阿德萊德聯
2021年2月18日，卡瓦洛與澳大利亞職業足球聯賽俱乐部阿德莱德联簽下了一份短期合約。在2020–21年澳洲職業足球聯賽中取得成功後，他於5月11日簽下了一份為期兩年的續約合約。

## 個人生活
卡瓦洛於2021年10月以同性戀身份出櫃。當時，世界上還沒有其他公開的現役同性戀男性足球運動員參加頂級職業足球比賽。作為第一個這樣做的人，他在一份聲明中說：“我希望通過分享我的身份，我可以向其他認同LGBTQ+的人表明他們在足球界是受歡迎的。”

## 外部連結
- Soccerway資料庫：喬許·卡瓦洛